# Großer Preis von Ungarn 2017
Der Große Preis von Ungarn 2017 (offiziell Formula 1 Pirelli Magyar Nagydíj 2017) fand am 30. Juli auf dem Hungaroring in Mogyoród statt und war das elfte Rennen der Formel-1-Weltmeisterschaft 2017.

## Bericht

### Hintergründe
Nach dem Großen Preis von Großbritannien führte Sebastian Vettel in der Fahrerwertung mit einem Punkt vor Lewis Hamilton und mit 23 Punkten vor Valtteri Bottas. In der Konstrukteurswertung führte Mercedes mit 55 Punkten vor Ferrari und mit 156 Punkten vor Red Bull Racing.
Beim Großen Preis von Ungarn stellte Pirelli den Fahrern die Reifenmischungen P Zero Medium (weiß), P Zero Soft (gelb) und P Zero Supersoft (rot) sowie für Nässe Cinturato Intermediates (grün) und Cinturato Full-Wets (blau) zur Verfügung.
Im Vergleich zum Vorjahr gab es mehrere Änderungen an der Strecke, die hauptsächlich der Verbesserung der Sicherheit dienten. Am Ende der Start-Ziel-Geraden wurde ein neuer Fangzaun errichtet, zudem wurden in Kurve eins, Kurve zwei, Kurve vier, Kurve zehn, Kurve elf und Kurve zwölf die Anzahl der Reifenstapel erhöht. Außerdem wurde am Kurvenausgang von Kurve vier und Kurve elf eine zusätzliche Reihe von Curbs angebracht.
Es gab zwei DRS-Zonen, die im Vergleich zum Vorjahr unverändert blieben. Die erste Zone befand sich auf der Start-Ziel-Geraden und begann 130 Meter nach der letzten Kurve, der Messpunkt lag fünf Meter vor Beginn der Zielkurve. Die zweite DRS-Zone befand sich auf der Gegengeraden nach Kurve eins, einen eigenen Messpunkt für diese Zone gab es nicht. So konnte es vorkommen, dass nach einem Überholmanöver auf der Start-Ziel-Geraden der dann vorne liegende Pilot in der zweiten Zone das DRS erneut verwenden durfte.
Frédéric Vasseur fungierte bei diesem Rennen zum ersten Mal als Teamchef bei Sauber.
Daniil Kwjat (neun), Vettel (sieben), Kevin Magnussen, Jolyon Palmer, Sergio Pérez, Carlos Sainz jr., Stoffel Vandoorne (jeweils fünf), Nico Hülkenberg, Esteban Ocon (jeweils vier), Romain Grosjean (drei), Hamilton, Felipe Massa, Pascal Wehrlein (jeweils zwei) und Max Verstappen (einer) gingen mit Strafpunkten ins Rennwochenende.
Mit Hamilton (fünfmal), Fernando Alonso, Kimi Räikkönen, Daniel Ricciardo und Vettel (jeweils einmal) traten fünf ehemalige Sieger zu diesem Grand Prix an.
Rennkommissare waren Garry Connelly (AUS), Lajos Herczeg (HUN), Tim Mayer (USA) sowie Derek Warwick (GBR).

### Training
Im ersten freien Training fuhr Ricciardo in 1:18,486 Minuten die Bestzeit vor Räikkönen und Hamilton. Das Training wurde nach einem Unfall von Antonio Giovinazzi unterbrochen. Kurz vor dem Ende des Trainings beschädigte sich Palmer an einem Randstein die Fahrzeugfront und musste sein Fahrzeug am Streckenrand abstellen, das Training wurde daraufhin abgebrochen.
Auch im zweiten freien Training erzielte Ricciardo in 1:18,455 Minuten die Bestzeit vor Vettel und Bottas. Das Training wurde erneut zweimal nach Unfällen von Palmer und Wehrlein unterbrochen.
Im dritten freien Training war Vettel mit einer Rundenzeit von 1:17,017 Minuten Schnellster vor Räikkönen und Bottas.
Nach dem dritten freien Training gab Williams bekannt, dass Ersatzpilot Paul di Resta den Rest den Rennwochenendes bestreitet, da Massa an einer Viruserkrankung litt. di Resta hatte zuletzt beim Großen Preis von Brasilien 2013 ein Formel-1-Rennen bestritten.

### Qualifying
Das Qualifying bestand aus drei Teilen mit einer Nettolaufzeit von 45 Minuten. Im ersten Qualifying-Segment (Q1) hatten die Fahrer 18 Minuten Zeit, um sich für das Rennen zu qualifizieren. Alle Fahrer, die im ersten Abschnitt eine Zeit erzielten, die maximal 107 Prozent der schnellsten Rundenzeit betrug, qualifizierten sich für den Grand Prix. Die besten 15 Fahrer erreichten den nächsten Teil. di Resta fuhr im Qualifying seine ersten Runden überhaupt im Williams FW40. Vettel war Schnellster. Die Sauber- und Williams-Piloten sowie Magnussen schieden aus.
Der zweite Abschnitt (Q2) dauerte 15 Minuten. Die schnellsten zehn Piloten qualifizierten sich für den dritten Teil des Qualifyings. Hamilton war Schnellster. Grosjean, die Force-India-Piloten, Kwjat und Palmer schieden aus.
Der letzte Abschnitt (Q3) ging über eine Zeit von zwölf Minuten, in denen die ersten zehn Startpositionen vergeben wurden. Vettel fuhr mit einer Rundenzeit von 1:16,276 Minuten die Bestzeit vor Räikkönen und Bottas. Es war die 48. Pole-Position für Vettel in der Formel-1-Weltmeisterschaft.
Hülkenberg wurde wegen eines vorzeitigen Getriebewechsels um fünf Startplätze nach hinten versetzt. Kwjat wurde um drei Plätze nach hinten versetzt, weil er Lance Stroll behindert hatte, außerdem erhielt er einen Strafpunkt.

### Rennen
Zu Beginn des Rennens blieb Vettel vor seinem Teamkollegen Räikkönen und Bottas, nachdem Verstappen versucht hatte, Räikkönen und Bottas zu überholen. Verstappen wurde dabei von Bottas von der Strecke gedrängt, geriet auf die Curbs und wurde fast von seinem Red-Bull-Teamkollegen Ricciardo überholt. Ricciardo und Verstappen kollidierten in Kurve 2, nachdem Verstappens Reifen blockiert hatten. Dies führte dazu, dass Ricciardos Kühler kaputt ging und er aufgeben musste. Verstappen erhielt daraufhin eine Zehn-Sekunden-Zeitstrafe für die Verursachung des Vorfalls. Ricciardo verurteilte Verstappen und nannte den Vorfall „einen Amateurfehler“. Verstappen entschuldigte sich später für den Vorfall.
Das Safety-Car wurde gerufen, um Ricciardos angeschlagenes Red-Bull-Auto zu räumen und Öl von der Streckenoberfläche zu entfernen. Das Safety-Car fuhr am Ende der fünften Runde wieder an die Box. Grosjean kam in Runde 21 an die Box und fuhr mit einer lockeren Radmutter wieder los und musste seinen Wagen direkt abstellen. Das Haas F1 Team wurde mit einer Geldstrafe von 5.000 € belegt, weil es Grosjean unter unsicheren Bedingungen freigelassen hatte.
In Runde 25 bemerkte Vettel, dass sein Lenkrad auf der Geraden nach links zog. Er wurde angewiesen, die Randsteine zu meiden, und seine Rundenzeiten verlangsamten sich, sodass sein Teamkollege Räikkönen und die beiden Mercedes aufholen konnten. Räikkönen teilte Ferrari per Funk mit, dass er Vettel in Runde 39 dazu bringen wollte, zur Seite zu gehen, da Vettel Probleme hatte und Räikkönen schnellere Rundenzeiten fuhr. Ferrari befahl Vettel, schneller zu fahren, und Räikkönen hielt mit ihm mit, und beide vergrößerten nach und nach den Abstand zu beiden Mercedes-Autos. In Runde 44, als Hamilton immer noch Funkprobleme hatte, teilte er seinem Ingenieur mit, dass er eine gute Pace habe und an Bottas vorbeikommen wollte. In Runde 46 durfte Hamilton an seinem Teamkollegen Bottas vorbeikommen und hatte zehn Runden Zeit, um mit einer höheren Motoreinstellung an Räikkönen vorbeizukommen. Mercedes versprach Bottas, dass sie die Autos zurücktauschen würden, wenn Hamilton nicht vorbeikäme.
Neun Runden vor Schluss wurde Hülkenberg von Magnussen von der Strecke gedrängt und musste sein Auto anschließend wegen Problemen mit den Bremsen und dem Getriebe aufgeben. Magnussen erhielt später eine Fünf-Sekunden-Zeitstrafe für das Abdrängen. Hülkenberg verurteilte Magnussen nach dem Rennen und nannte ihn während eines TV-Interviews „den unsportlichsten Fahrer im Feld“. Magnussen antwortete mit „Lutsch mir die Eier, Kumpel“, was für große Aufmerksamkeit sorgte. Nach dem Zoff der beiden herrschte dann längere Zeit Funkstille. Erst im Jahr 2022 sprachen die beiden wieder miteinander und wurden 2023 bei Haas Teamkollegen.
Währenddessen konnte Hamilton Räikkönen nicht überholen. Als Verstappen dahinter immer näher kam, sah es so aus, als ob der Rückwechsel nicht stattfinden würde, aber als Hamilton in der letzten Runde aus der letzten Kurve herauskam, wurde er langsamer und ermöglichte es Bottas, an ihm vorbeizukommen und sich das Podium zu sichern. Vettel gewann das Rennen vor Räikkönen. Für Vettel war es der 46. Sieg in der Formel-1-Weltmeisterschaft. Räikkönen erzielte die vierte und Bottas die achte Podestplatzierung der Saison, davon die fünfte in Folge. Hamilton wurde Vierter, Verstappen Fünfter. McLaren-Honda holte mit Alonso auf dem sechsten und Vandoorne auf dem zehnten Platz das erste Doppelpunktergebnis der Saison. Dieses Ergebnis verdrängte sie vom letzten Platz in der Konstrukteurswertung. Sainz jr. wurde Siebter. Force India holte mit Pérez auf dem achten und Ocon auf dem neunten Platz eine Doppelpunktzahl.
Sowohl in der Fahrer- als auch in der Konstrukteurswertung blieben die ersten drei Plätze unverändert.

## Meldeliste
| Team                          | Nr. | Fahrer             | Chassis                   | Motor                         | Reifen |
| ----------------------------- | --- | ------------------ | ------------------------- | ----------------------------- | ------ |
| Mercedes AMG Petronas F1 Team | 44  | Lewis Hamilton     | Mercedes F1 W08 EQ Power+ | Mercedes-AMG F1 M08 EQ Power+ | P      |
| Mercedes AMG Petronas F1 Team | 77  | Valtteri Bottas    | Mercedes F1 W08 EQ Power+ | Mercedes-AMG F1 M08 EQ Power+ | P      |
| Red Bull Racing               | 03  | Daniel Ricciardo   | Red Bull RB13             | TAG Heuer                     | P      |
| Red Bull Racing               | 33  | Max Verstappen     | Red Bull RB13             | TAG Heuer                     | P      |
| Scuderia Ferrari              | 05  | Sebastian Vettel   | Ferrari SF70H             | Ferrari 062                   | P      |
| Scuderia Ferrari              | 07  | Kimi Räikkönen     | Ferrari SF70H             | Ferrari 062                   | P      |
| Sahara Force India F1 Team    | 11  | Sergio Pérez       | Force India VJM10         | Mercedes-AMG F1 M08 EQ Power+ | P      |
| Sahara Force India F1 Team    | 31  | Esteban Ocon       | Force India VJM10         | Mercedes-AMG F1 M08 EQ Power+ | P      |
| Sahara Force India F1 Team    | 34  | Alfonso Celis jr.  | Force India VJM10         | Mercedes-AMG F1 M08 EQ Power+ | P      |
| Williams Martini Racing       | 19  | Felipe Massa       | Williams FW40             | Mercedes-AMG F1 M08 EQ Power+ | P      |
| Williams Martini Racing       | 18  | Lance Stroll       | Williams FW40             | Mercedes-AMG F1 M08 EQ Power+ | P      |
| Williams Martini Racing       | 40  | Paul di Resta      | Williams FW40             | Mercedes-AMG F1 M08 EQ Power+ | P      |
| McLaren Honda                 | 14  | Fernando Alonso    | McLaren MCL32             | Honda RA617H                  | P      |
| McLaren Honda                 | 02  | Stoffel Vandoorne  | McLaren MCL32             | Honda RA617H                  | P      |
| Scuderia Toro Rosso           | 26  | Daniil Kwjat       | Toro Rosso STR12          | Renault R.E.17                | P      |
| Scuderia Toro Rosso           | 55  | Carlos Sainz jr.   | Toro Rosso STR12          | Renault R.E.17                | P      |
| Haas F1 Team                  | 08  | Romain Grosjean    | Haas VF-17                | Ferrari 062                   | P      |
| Haas F1 Team                  | 20  | Kevin Magnussen    | Haas VF-17                | Ferrari 062                   | P      |
| Haas F1 Team                  | 50  | Antonio Giovinazzi | Haas VF-17                | Ferrari 062                   | P      |
| Renault Sport F1 Team         | 27  | Nico Hülkenberg    | Renault R.S.17            | Renault R.E.17                | P      |
| Renault Sport F1 Team         | 30  | Jolyon Palmer      | Renault R.S.17            | Renault R.E.17                | P      |
| Sauber F1 Team                | 09  | Marcus Ericsson    | Sauber C36                | Ferrari 061                   | P      |
| Sauber F1 Team                | 94  | Pascal Wehrlein    | Sauber C36                | Ferrari 061                   | P      |

Anmerkungen
1. 1 2  Der Force India mit der Startnummer 34 wurde im ersten freien Training für Celis eingesetzt. Ocon übernahm das Fahrzeug anschließend für das restliche Rennwochenende mit seiner Startnummer 31.
2. 1 2  Der Williams mit der Startnummer 19 wurde im freien Training für Massa eingesetzt. Di Resta übernahm das Fahrzeug vor dem Qualifying für das restliche Rennwochenende mit der Startnummer 40.
3. 1 2  Der Haas mit der Startnummer 50 wurde im ersten freien Training für Giovinazzi eingesetzt. Magnussen übernahm das Fahrzeug anschließend für das restliche Rennwochenende mit seiner Startnummer 20.

## Klassifikationen

### Qualifying
| Pos.                                                                      | Fahrer            | Konstrukteur         | Q1       | Q2       | Q3       | Start |
| ------------------------------------------------------------------------- | ----------------- | -------------------- | -------- | -------- | -------- | ----- |
| 01                                                                        | Sebastian Vettel  | Ferrari              | 1:17,244 | 1:16,802 | 1:16,276 | 01    |
| 02                                                                        | Kimi Räikkönen    | Ferrari              | 1:17,364 | 1:17,207 | 1:16,444 | 02    |
| 03                                                                        | Valtteri Bottas   | Mercedes             | 1:18,058 | 1:17,362 | 1:16,530 | 03    |
| 04                                                                        | Lewis Hamilton    | Mercedes             | 1:17,592 | 1:16,693 | 1:16,707 | 04    |
| 05                                                                        | Max Verstappen    | Red Bull-TAG Heuer   | 1:17,266 | 1:17,028 | 1:16,797 | 05    |
| 06                                                                        | Daniel Ricciardo  | Red Bull-TAG Heuer   | 1:17,702 | 1:17,698 | 1:16,818 | 06    |
| 07                                                                        | Nico Hülkenberg   | Renault              | 1:18,137 | 1:17,655 | 1:17,468 | 12    |
| 08                                                                        | Fernando Alonso   | McLaren-Honda        | 1:18,395 | 1:17,919 | 1:17,549 | 07    |
| 09                                                                        | Stoffel Vandoorne | McLaren-Honda        | 1:18,479 | 1:18,000 | 1:17,894 | 08    |
| 10                                                                        | Carlos Sainz jr.  | Toro Rosso-Renault   | 1:18,948 | 1:18,311 | 1:18,912 | 09    |
| 11                                                                        | Jolyon Palmer     | Renault              | 1:18,699 | 1:18,415 | –        | 10    |
| 12                                                                        | Esteban Ocon      | Force India-Mercedes | 1:18,843 | 1:18,495 | –        | 11    |
| 13                                                                        | Daniil Kwjat      | Toro Rosso-Renault   | 1:18,702 | 1:18,538 | –        | 16    |
| 14                                                                        | Sergio Pérez      | Force India-Mercedes | 1:19,095 | 1:18,639 | –        | 13    |
| 15                                                                        | Romain Grosjean   | Haas-Ferrari         | 1:19,085 | 1:18,771 | –        | 14    |
| 16                                                                        | Kevin Magnussen   | Haas-Ferrari         | 1:19,095 | –        | –        | 15    |
| 17                                                                        | Lance Stroll      | Williams-Mercedes    | 1:19,102 | –        | –        | 17    |
| 18                                                                        | Pascal Wehrlein   | Sauber-Ferrari       | 1:19,839 | –        | –        | 18    |
| 19                                                                        | Paul di Resta     | Williams-Mercedes    | 1:19,868 | –        | –        | 19    |
| 20                                                                        | Marcus Ericsson   | Sauber-Ferrari       | 1:19,972 | –        | –        | 20    |
| 107-Prozent-Zeit: 1:22.651 min (bezogen auf Q1-Bestzeit von 1:17,244 min) |                   |                      |          |          |          |       |

Anmerkungen
1. ↑  Hülkenberg wurde wegen eines vorzeitigen Getriebewechsels um fünf Positionen nach hinten versetzt
2. ↑  Kwjat erhielt eine Strafe von drei Startplätzen, weil er Stroll in Q1 behinderte.

### Rennen
| Pos. | Fahrer            | Konstrukteur         | Runden | Stopps | Zeit        | Start | Schnellste Runde |
| ---- | ----------------- | -------------------- | ------ | ------ | ----------- | ----- | ---------------- |
| 01   | Sebastian Vettel  | Ferrari              | 70     | 1      | 1:39:46,713 | 01    | 1:20,807 (69.)   |
| 02   | Kimi Räikkönen    | Ferrari              | 70     | 1      | + 0,908     | 02    | 1:20,461 (70.)   |
| 03   | Valtteri Bottas   | Mercedes             | 70     | 1      | + 12,462    | 03    | 1:21.214 (68.)   |
| 04   | Lewis Hamilton    | Mercedes             | 70     | 1      | + 12,885    | 04    | 1:20,818 (66.)   |
| 05   | Max Verstappen    | Red Bull-TAG Heuer   | 70     | 1      | + 13,276    | 05    | 1:20,490 (44.)   |
| 06   | Fernando Alonso   | McLaren-Honda        | 70     | 1      | + 71,223    | 07    | 1:20,182 (69.)   |
| 07   | Carlos Sainz jr.  | Toro Rosso-Renault   | 69     | 1      | + 1 Runde   | 09    | 1:21,871 (66.)   |
| 08   | Sergio Pérez      | Force India-Mercedes | 69     | 1      | + 1 Runde   | 13    | 1:22,105 (68.)   |
| 09   | Esteban Ocon      | Force India-Mercedes | 69     | 1      | + 1 Runde   | 11    | 1:22,431 (60.)   |
| 10   | Stoffel Vandoorne | McLaren-Honda        | 69     | 1      | + 1 Runde   | 08    | 1:21,960 (44.)   |
| 11   | Daniil Kwjat      | Toro Rosso-Renault   | 69     | 1      | + 1 Runde   | 16    | 1:21,631 (42.)   |
| 12   | Jolyon Palmer     | Renault              | 69     | 1      | + 1 Runde   | 10    | 1:21,589 (68.)   |
| 13   | Kevin Magnussen   | Haas-Ferrari         | 69     | 1      | + 1 Runde   | 15    | 1:22,100 (67.)   |
| 14   | Lance Stroll      | Williams-Mercedes    | 69     | 1      | + 1 Runde   | 17    | 1:22,830 (53.)   |
| 15   | Pascal Wehrlein   | Sauber-Ferrari       | 68     | 2      | + 2 Runden  | 18    | 1:23,573 (50.)   |
| 16   | Marcus Ericsson   | Sauber-Ferrari       | 68     | 2      | + 2 Runden  | 20    | 1:21,752 (66.)   |
| 17   | Nico Hülkenberg   | Renault              | 67     | 1      | DNF         | 12    | 1:21,611 (61.)   |
| –    | Paul di Resta     | Williams-Mercedes    | 60     | 1      | DNF         | 19    | 1:23,242 (49.)   |
| –    | Romain Grosjean   | Haas-Ferrari         | 20     | 1      | DNF         | 14    | 1:24,702 (19.)   |
| –    | Daniel Ricciardo  | Red Bull-TAG Heuer   | 0      | 0      | DNF         | 06    | –                |

## WM-Stände nach dem Rennen
Die ersten zehn des Rennens bekamen 25, 18, 15, 12, 10, 8, 6, 4, 2 bzw. 1 Punkt(e).

### Fahrerwertung
| Pos. | Fahrer           | Konstrukteur         | Punkte |
| ---- | ---------------- | -------------------- | ------ |
| 01   | Sebastian Vettel | Ferrari              | 202    |
| 02   | Lewis Hamilton   | Mercedes             | 188    |
| 03   | Valtteri Bottas  | Mercedes             | 169    |
| 04   | Daniel Ricciardo | Red Bull-TAG Heuer   | 117    |
| 05   | Kimi Räikkönen   | Ferrari              | 116    |
| 06   | Max Verstappen   | Red Bull-TAG Heuer   | 67     |
| 07   | Sergio Pérez     | Force India-Mercedes | 56     |
| 08   | Esteban Ocon     | Force India-Mercedes | 45     |
| 09   | Carlos Sainz jr. | Toro Rosso-Renault   | 35     |
| 10   | Nico Hülkenberg  | Renault              | 26     |
| 11   | Felipe Massa     | Williams-Mercedes    | 23     |
| 12   | Lance Stroll     | Williams-Mercedes    | 18     |

| Pos. | Fahrer             | Konstrukteur       | Punkte |
| ---- | ------------------ | ------------------ | ------ |
| 13   | Romain Grosjean    | Haas-Ferrari       | 18     |
| 14   | Kevin Magnussen    | Haas-Ferrari       | 11     |
| 15   | Fernando Alonso    | McLaren-Honda      | 10     |
| 16   | Pascal Wehrlein    | Sauber-Ferrari     | 5      |
| 17   | Daniil Kwjat       | Toro Rosso-Renault | 4      |
| 18   | Stoffel Vandoorne  | McLaren-Honda      | 1      |
| 19   | Jolyon Palmer      | Renault            | 0      |
| 20   | Marcus Ericsson    | Sauber-Ferrari     | 0      |
| 21   | Antonio Giovinazzi | Sauber-Ferrari     | 0      |
| –    | Jenson Button      | McLaren-Honda      | 0      |
| –    | Paul di Resta      | Williams-Mercedes  | 0      |

### Konstrukteurswertung
| Pos. | Konstrukteur         | Punkte |
| ---- | -------------------- | ------ |
| 1    | Mercedes             | 357    |
| 2    | Ferrari              | 318    |
| 3    | Red Bull-TAG Heuer   | 184    |
| 4    | Force India-Mercedes | 101    |
| 5    | Williams-Mercedes    | 41     |

| Pos. | Konstrukteur       | Punkte |
| ---- | ------------------ | ------ |
| 06   | Toro Rosso-Renault | 39     |
| 07   | Haas-Ferrari       | 29     |
| 08   | Renault            | 26     |
| 09   | McLaren-Honda      | 11     |
| 10   | Sauber-Ferrari     | 5      |